# 中原絵美
中原 絵美（なかはら えみ、1970年10月6日 - ）は、日本の元AV女優。元ストリップダンサー。主に1989年から1990年にかけて活躍した。

## 略歴
1989年に『秘裂』でAVデビュー。ビデオだけでなく、映画や写真集でも活躍。後期はストリップダンサーとして全国のストリップ劇場で出演した。

## 人物
異なるプロフィールがいくつかある。
- 「田園調布の淫乱妻」のケース裏面のプロフィールでは、B:83(C-70)・W:59・H:85としている[1]。
- XCITYプロフィールでは、B:80・W:59・H:85としている[2]。

趣味：料理、音楽鑑賞

## 作品

### アダルトビデオ
1989年
- 秘裂（6月24日、KUKI）
- 大充血（9月1日、アリスJAPAN）
- 田園調布の淫乱妻（9月29日、VIP）
- 絵美とまり子の愛がとまらない 中原絵美・秋山まり子（10月10日、KUKI）
- 不倫妻 熟れごろ食べごろ（11月20日、大陸書房）
- フラッシュバック 19 中原絵美・坂口蘭子（11月21日、アリスJAPAN）
- 秘蜜（週末は秘蜜） 中原絵美・椎名かおり（12月7日、KUKI）
- 悦楽残業 Hしたい今日この頃（12月21日、ロイヤルアート）
- あぶない野外授業 小沢奈美・庄司みゆき・中原絵美 全3名（12月26日、二見書房）
- エロ本（新東宝／EVE Q-108）
- 姦全看護（シネマジック AG-106）
- どっちがいいの 中原絵美・山本留美（ホップビデオ CX-48）
- 発情天使（エル ELA-048）
- 惑わせて…（ナイスワンビデオ NS-006）
- ラビアンローズ とげの味（ホップビデオ CX-39）
- 幼艶人形（VCA GV-007）
- 危険な香りの女たち 9 加山なつ子・中原絵美・庄司みゆき ほか 全5名（ホップビデオ HS-10）

1990年
- ZURINETA 2 山本留美 工藤ひとみ 中原絵美 薬師丸ひろ美 香坂まり子（1月1日、新東宝 STZ-11）全5名
- ビデオワールド 3 冴島奈緒・中原絵美・石井志穂・神崎めぐみ（1月10日、KUKI）
- Dカップの乙女たち 御藤静・中原絵美・本庄美樹・工藤ひとみ・いとうしいな（1月12日、ファイブスター FV-8785）全5名
- 人妻弁天 中原絵美・小泉朝子（2月11日、アリスJAPAN）
- 絵美の暴走列車 48時間欲望のままに･･･（2月24日、VIP）
- いんらんパフォーマンス 性豪 中原絵美・林由美香（3月1日、アテナ映像）
- 淑女館 2 樹まり子・青山ちはる・中原絵美（3月4日、宇宙企画）
- 淫らなゲーム〜若妻・OL・スチュワーデス 滝沢薔・山本留美・中原絵美（4月1日、サクセス・ビデオ・コミュニティー）
- おっぱいちゃんは元気印（4月5日、笠倉出版社）全3名
- あぶない瞬間〜七つの花弁ぬめっ 樹まり子・広瀬未希・中原絵美 他（4月20日、大陸書房）
- 先生が教えてあげる 樹まり子・中原絵美（4月20日、ファイブスター）
- 女教師いじめちゃう 樹まり子・中原絵美（5月8日、笠倉出版社）
- 性豪スペルマ天国（5月12日、AV JAPAN／ファイブスター）全5名
- ザ・逆レイプ 4（5月17日、フリーク）
- スチュワーデス物語 淫らな蕾 中原絵美・多岐川裕里 山本留美（5月20日、笠倉出版社）
- マドンナメイトスペシャル 1 特撮版（5月25日、二見書房 MV-035）全17名
- ランジェリー大会 濃縮20連発 2 木田彩水・山下麻衣・かいはるみ・加山なつ子 他（5月、ファイブスター FV-8799）全10名
- 快楽大声狂 工藤ひとみ・中原絵美（6月、ステラ）
- AV TOP ギャルズベスト10 あぶない贈り物（7月5日 笠倉出版社 AJV31-10）全10名
- 絵美の下半身（7月5日、笠倉出版社 FV-8810）
- 先生の気になる下半身 工藤ひとみ・中原絵美・香田かつき（7月17日、笠倉出版社）
- 性戯クリニック 樹まり子・中原絵美 紺野麻美（7月、笠倉出版社）
- 絶頂の秘密 美穂由紀・鮎川真理・中原絵美（8月1日、VIP）
- あーらよっと、風の又しゃぶろう 中原絵美・多岐川裕里（8月27日、ビッグモーカル）
- VIP SPECIAL 2 100%純生スーパーアイドル 中原絵美・美穂由紀・林かづき（10月19日、VIP 7B-077）全3名
- ナース快楽館 小沢奈美・中原絵美・早瀬理沙・加山なつ子・五島めぐ（11月5日、ファイブスター）全5名
- 淫魔界 ヌルヌル〜狂乱クライマックス〜（アールエーシー JV-002）
- 恋のチューブウェイ（日本アールエムシー MY-001）
- 好きこそモノの上手ナメ（アールエーシー あの5）
- 戯れの報酬 ザ・スキャンダル 7（シネマジック VS-116）
- ついたるねん 中原絵美・明日香ちなつ（アリスJAPAN KW-7028）
- 天国から来たモッコリ（せいふく舎 SE-83）
- まだ未公開よ（サンシャイン総業）
- モザイクキラー（クリスタル映像／コンフィデンス CD-20）
- 肉林王国 中原絵美・彩木ミク・鈴木恵子 他（宇宙企画 BM-01）
- 女闘美 3 淫舞夢 中原絵美・小川さおり（キャッツファイトカンパニー ME-03）
- ZURINETA 2 中原絵美・薬師丸ひろ美・工藤ひとみ・山本留美 他（新東宝 STZ-11）
- 12人の本番中毒 8 夏樹未央・鮎川真理・望月未来・小泉朝子・中原絵美・木田彩水・秋山まり子 他 全12名（KUKI QX110）
- とまらないエクスタシー（ビデオプラザ OM-003）
- プリティガール（イメージボックス SU-13）
- 駱駝舞曲 山手お嬢さま・ねちょりんこん! 中原絵美・天野小夜子・多岐川裕里 他（ジェット TN-02）
- 紅鱒の香り 木田彩水・中原絵美 夏樹未央（SUSHI SS-002）
- THE ROPE CONNECTION 9 中原絵美・望月未来・水野理沙 他（シネマジック THE ROPE CONNECTION VS-137）
- ACTRESS ビデオマガジン ギャルズスペシャル 13（リイド社 LV-1030）
- 快楽料理 裏腰の女（ビデオプラザ BR-002）
- 桃の物語（アールエーシー B-002）
- スプーニングジェット 中原絵美・多岐川祐里・島田さとみ（アールエーシー）
- デカパイ主義 THE BUST10セカンド 加山なつ子・滝沢薔・中原絵美 他（ギャング GA-07）
- 性戯クリニック（笠倉出版社 AJV31-20）全3名

1991年
- 先生のワイセツ日記 五島めぐ・中原絵美・林かづき（1月22日、笠倉出版社）
- お義姉さんの下着 中原絵美・早瀬理沙・西村由美（1月、笠倉出版社）
- AVトップギャル6人THE ONANIE 小沢奈美・林かづき・庄司みゆき・中原絵美・五島めぐ 他（5月20日、笠倉出版社）
- ビデオ手記 わたしの体験告白 3 君島愛・中原絵美 他（5月22日、大陸書房）
- AV TOPギャルズベスト10 あぶない贈り物（7月5日、笠倉出版社）全10名
- お乱れ日記 中原絵美・浅倉尚美（ルナ）
- 花図鑑 中原絵美・由月亜季・椎名かおり（KUKI SVC-3032）
- 20コのチチまるこちゃん 2 木田彩水・河合美果・藤本聖名子・君島愛・美穂由紀・中原絵美 他（ファイブスター）全10名
- 性感のときめき タッチアンドゴー（SUPER ADULT SA-5）

1992年
- 乳房時代 25 藤本聖名子・葉山レイコ・河合美果 他 全25名（1月15日、笠倉出版社 CAV32-88）
- 100人のマドンナ 2（2月15日、笠倉出版社）全25名
- ナース天国SPECIAL 野村理沙・楠本みいな・中原絵美・小沢奈美・浅井理恵 他 全20名（7月1日、笠倉出版社）
- 欲情の48時間（タイム）
- Eカップ 乱舞する乳房 御藤静・工藤ひとみ・中原絵美・いとうしいな（VISUAL･ONE GV-1007）

1993年
- AVギャル烈伝 3（7月22日、笠倉出版社）全28名
- Pix by CINEMAGIC 2 いきなりクライマックス 中原絵美・露木陽子・成瀬るみ 他（8月30日、大洋図書）＊石川欣監督のハイライトシーン回顧集
- 濡れまくる女達 3 菊地エリ・中原絵美・工藤ひとみ（イメージ・ボックス WT-03）

1994年
- AV巨乳年鑑 1 卑弥呼・中原絵美・岸ゆり・五十嵐こずえ・小鳩美愛・冴島奈緒 他 全33名（11月4日、笠倉出版社）
- 120人の美女 AV秘蔵コレクション Part1 野村理沙・卑弥呼・中原絵美・有森麗・渡瀬ミク 他 全30名（12月15日、笠倉出版社）

1995年
- ナース伝説10年史 1 楠本みいな・中原絵美・早瀬理沙・森村あすか・早瀬理沙 他 全35名（4月3日、笠倉出版社）

1997年
- AV巨乳15年史ワイド90分 2（10月27日、笠倉出版社 AJV77-92）全25名

2000年以降
- Adult Beauty 11 中原絵美 発情天使（2000年7月1日、ファーストミュージック）DVD ＊「発情天使」を収録
- アテナ映像20周年記念 代々木忠特選スペシャル Vol.3 山下麻衣・林由美香・中原絵美・相原優子 他（2002年1月25日、アテナ映像）DVD
- 宇宙企画 Classic 淑女館 結城ゆかり・松本まりな・樹まり子・青山ちはる・中原絵美 他（2002年12月22日、宇宙企画） ＊「淑女館」「淑女館 2」を収録
- 宇宙企画 Classic BEST REMIX 2 山崎かおり・中沢慶子・葉山みどり・白石ひとみ・中原絵美 他（2003年6月13日、宇宙企画）DVD
- DECADE 中原絵美（2006年2月17日、ピエロ）DVD
- ATHENA CENTURY 5 いんらんパフォーマンス 麻宮涼子・加納妖子・中原絵美・林由美香・樹まり子 他（2006年12月22日、アテナ映像）DVD
- 中原絵美 Memories（2007年11月30日、ロイヤルアート）DVD
- DECADE GALS SPECIAL 01（2009年3月27日、ピエロ PAR-232）DVD 全10名
- DECADE-EX お宝映像全て見せます40連発4時間 vol.2 露木陽子・中原絵美・長山典子・流星ラム 他 全40名（2010年12月31日、ピエロ）DVD
- DECADE-EX 36 中原絵美・藤崎真奈（2011年4月29日、ピエロ）DVD

発売年不明
- オメコング
- 絶叫ダッダーン
- 乳淫姦者
- 酷使夢想 ヤクマンショック!! 中原絵美・手塚まゆみ
- タッチミ－（リバーサイド RS-01）VHS
- 超絶頂伝説 3 吸淫フェラチオ編 白石ひとみ・松本まりな・浅倉ケイ・沢木まりえ・中原絵美 他 全30名（まんかい30 MKS-003）VHS
- 若妻快楽天国 そこまでやる!?（トラッド NAS-03）VHS
- コレクター北条満編集 46 完全絶頂コレクション痙攣60人F（コレクターズ・システム販売 HJM-46）VHS 全60名
- コレクター北条満編集 制服を姦る・淫乱未亡人コレクション（北条企画）VHS

### 映画
- 巨尻 羞恥責め（改題:性感熟女 ぶち抜く! 1999.11.13）（1990年5月4日、エクセス）監督:浜野佐知[3]
- いんらん美姉妹 義兄あさり（改題:痴漢姉妹 義兄なぶり）（1991年4月26日、エクセス）監督:浜野佐知[4]

### 写真集
- スコラスペシャル7 SUPER NUDE COLLECTION 3 松坂季実子・松本まりな・八島かおる・樹まり子・中原絵美 他（1990年1月8日、スコラ）ISBN 9784796295062 全28名
- 中原絵美写真集 想い出通り道（1990年2月20日、大陸書房）撮影:神渡信平
- アダルト女優写真集 桃色前線（AVマル秘情報局 PART1）小泉ちひろ・中原絵美・いとうしいな 他（1990年6月15日、浪速書房）

### ストリップ劇場
- 浅草ロック座の豊丸ショーに出演（1990年4月）

### 雑誌掲載
- アップル通信：1989年09月号。
- 写真Jack Vol.2（大洋書房）：1989年10月15日号。
- スコラ（スコラ）：1989年11月23日号。
- ザ・ベストMAGAZINE NO.66（KKベストセラーズ）：1989年11月号。
- 美少女club（サン出版）：1989年12月号。1990年3月号。
- オレンジ通信（東京三世社）：1989年、巻頭カラーグラビア。
- オレンジスペシャル vol.4（東京三世社）：1990年1月15日号。
- ACTRESS（リイド社）：1990年1月号。1990年3月号。
- 映画ランド（近代映画社）：1990年2月号。
- 遊AVデラックス（日本文芸社）：「話のチャンネル」1990年3月8日臨時増刊号、「中原絵美 春の気配」。
- 週刊プレイボーイ（集英社）：1990年3月20日号、グラビア。
- スーパーギャルズナウ（シュベール出版）：1990年3月号。
- 投稿ドッキリ写真（明文社）：1990年3月号。
- ビザール・マガジン（司書房）：vol.3（1990年3月）。
- デラべっぴん（英知出版）：1990年3月号グラビア「ZAKURO」。
- 女子大生ランジェリー（綜合図書）：1990年4月25日号。
- マドンナハウス（若生出版）：1990年4月号、「離婚妻 2年目の性解放」。
- さくらんぼ通信（大洋図書）： 1990年4月号。1990年10月号。
- URECCO（ミリオン出版）：1990年5月号。
- 放課後クラブ（ダイヤプレス）：1990年6月号。
- マスカットノート（大洋書房）：通巻58号（1990年6月）。
- Mr. Dandy（サンデー社）：1990年6月号。
- ビデオ・エックス（笠倉出版社）：1990年7月2日号。
- グレース：1990年7月23日号。
- お向かいの若奥さんドッキリ写真：1990年7月号。
- ザ・裏マガジン（コバルト社）：1990年7月号。
- アサヒ芸能（徳間書店）：1990年8月16日号、「豊丸・中原絵美VS立川平成 淫乱四天王スペシャル対談」。
- Don't（サン出版）：1990年8月号。
- ビデオフラッシュ（浪速書房）
- ボディスペシャル：1990年9月号。
- ザ・ベストランジェリーMAGAZINE（KKベストセラーズ）：1990年10月増刊号。
- ベスト・ランジェリー（光彩書房）：1990年10月号。
- ベストカメラ（少年画報社）：NO.86（1991年2月1日）。
- 魅惑のランジェリー（光彩書房）：1991年4月号。1992年2月号。
- Vコミック（日本出版社）：1991年5月号。
- 漫画ボン（大都社）：1991年8月号。
- ベスト・オブ・ビデオ・ザ・ワールド No.21（コアマガジン）：1995年。
- メディア・ジャポン Vol.19：1995年。

### ゲーム
- ギャルズパニック（1990年、カネコ）＊アーケードゲーム